# Наталовка (Гребёнковский район)
Наталовка (укр. Наталівка) — село, Наталовский сельский совет, Гребёнковский район, Полтавская область, Украина.
Код КОАТУУ — 5320883201. Население по переписи 2001 года составляло 242 человека.
Село указано на специальной карте Западной части России Шуберта 1826-1840 годов 
Является административным центром Наталовского сельского совета, в который, кроме того, входит село
Алексеевка.

## Географическое положение
Село Наталовка находится на правом берегу реки Гнилая Оржица, выше по течению примыкает село Алексеевка, ниже по течению на расстоянии в 1,5 км расположено село Новодар, на противоположном берегу — село Кулажинцы. По селу протекает пересыхающий ручей с запрудой.